# Titus Annius Milo
Titus Annius Milo, död 48 f.Kr., var en romersk politiker verksam under samma tid som Caesar och Cicero. 
Han tillhörde optimaterna och ansågs vara ansvarig för mordet på Publius Clodius Pulcher. Han förvisades för detta till Gallien. Cicero skrev ett försvarstal för honom, men vågade inte hålla det inför demonstrationer av anhängare till Clodius. Senare gavs det ut som "Pro Milo". Milo själv fann sig väl till rätta i sin exil.
- Uwe Homola: Untersuchungen zu Titus Annius Milo. Diss. Mannheim 1997 (Microfiche).
- W.J. Tatum, The Patrician Tribune. Publius Clodius Pulcher, Chapel Hill 1999.
- L. Fezzi, Il tribuno Clodio, Roma-Bari 2008